# Kikki Danielsson
Kikki Danielsson, švedska pevka, * 10. maj 1952, Visseltofta, Švedska.

## Albumi
- Rock'n Yodel (1979)
- Just Like a Woman (1981)
- Kikki (1982)
- Varför är kärleken röd? (1983)
- Singles Bar (1983)
- Midnight Sunshine (1984)
- Kikkis 15 bästa låtar (1984)
- Bra vibrationer (1985)
- Papaya Coconut (1986)
- Min barndoms jular (1987)
- Canzone d'Amore (1989)
- På begäran (1990)
- Vägen hem till dej (1991)
- Jag ska aldrig lämna dig (1993)
- 100 % Kikki (2001)
- Fri - En samling (2001)
- Nu är det advent (2001)
- I dag & i morgon (2006)
- Kikkis bästa (2008)
- Första dagen på resten av mitt liv (2011)
- Postcard from a Painted Lady (2015)
- Christmas Card from a Painted Lady (2016)
- Portrait of a Painted Lady (2017)

1. ↑  Person Profile // Internet Movie Database — 1990.
2. ↑  Sveriges befolkning 2000 — Sveriges Släktforskarförbund, 2020.
3. ↑  Discogs